# 135丁目駅 (IND8番街線)
135丁目駅（135ちょうめえき、英語: 135th Street）はマンハッタンのハーレムとハミルトン・ハイツに跨がるセント・ニコラス・アベニューと西135丁目の交差点に位置するニューヨーク市地下鉄IND8番街線の駅である。A系統が深夜のみ、B系統が平日の23時まで、C系統が深夜を除く終日停車している。

## 駅構造
| G          | 地上階                         | 出入口 |
| P ホーム階 | 相対式ホーム、右側の扉が開く。 | 相対式ホーム、右側の扉が開く。 |
| P ホーム階 | 北行緩行線                     | ← 深夜のみ：インウッド-207丁目駅行き（145丁目駅） ← ラッシュ時：ベッドフォード・パーク・ブールバード駅行き（145丁目駅） ← 平日日中：145丁目駅行き（終点） ← 168丁目駅行き（145丁目駅） |
| P ホーム階 | 北行留置線                     | ← 定期列車なし |
| P ホーム階 | 北行急行線                     | ← 通過 |
| P ホーム階 | 南行急行線                     | → 通過 → |
| P ホーム階 | 南行留置線                     | → 定期列車なし |
| P ホーム階 | 南行緩行線                     | → 深夜のみ：ファー・ロッカウェイ-モット・アベニュー駅行き（125丁目駅）→ 平日：ブライトン・ビーチ駅行き（125丁目駅）→ ユークリッド・アベニュー駅行き（125丁目駅）→                      |
| P ホーム階 | 相対式ホーム、右側の扉が開く。 | |

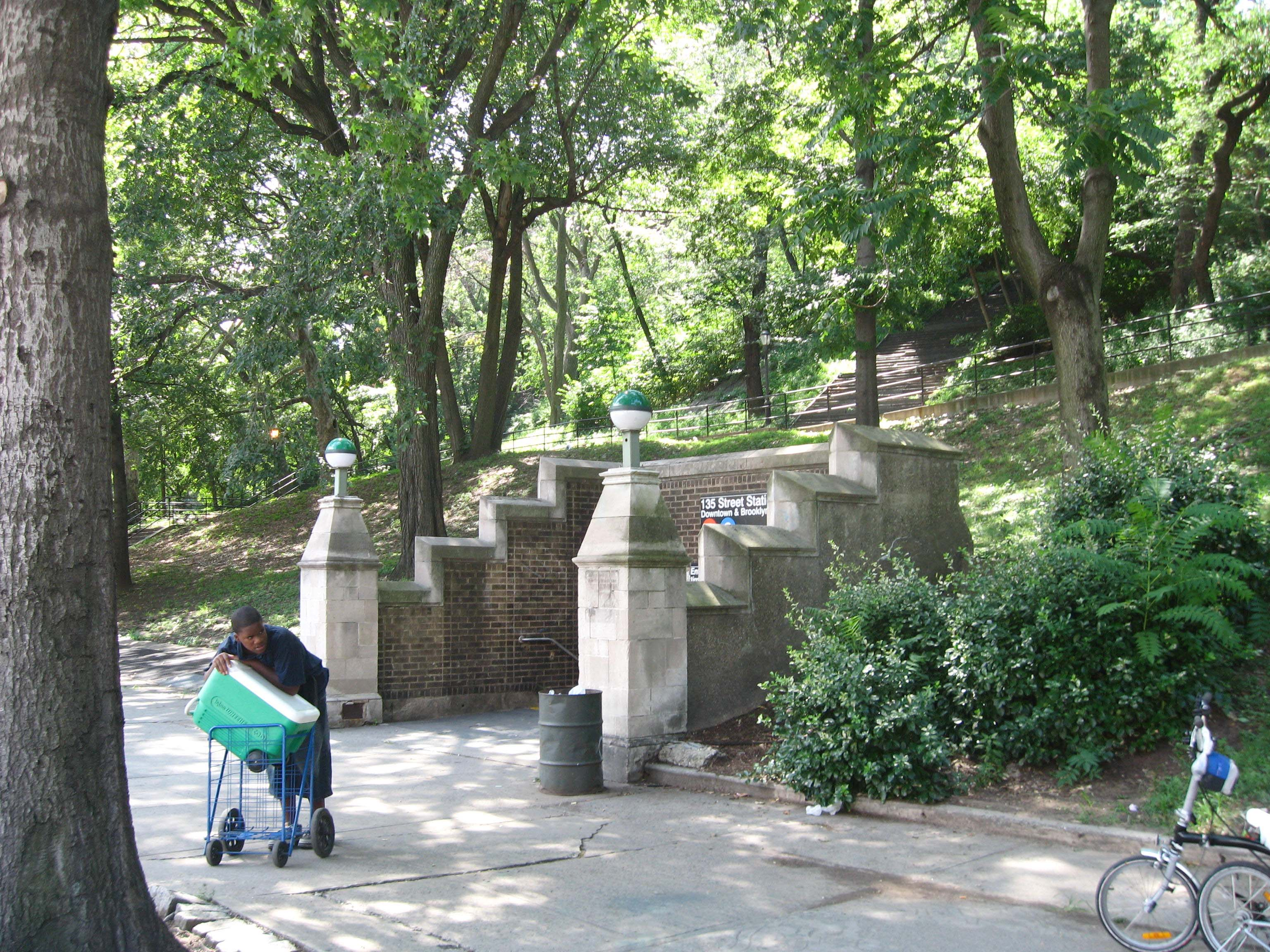
南行ホーム入口

この駅は1932年9月10日に開業した。この駅は構内に6つの線路を持っており、これはニューヨーク市地下鉄内で同じトンネル内の同じ高さに6線がある3駅の内の1つである（あと2駅はディカルブ・アベニュー駅とホイト-スカーマーホーン・ストリーツ駅である）。外側の2線が南北緩行線、内側の2線が急行線、緩行線と急行線の間にある2線が南北留置線である。

### 出口
改札口は全てホーム階に位置し、南北ホーム間の連絡通路などは存在しない。終日開いている改札口は135丁目の端にあり、一部時間帯のみ開いている改札口は北側の137丁目にある。なお、137丁目側の改札口の駅員詰所は閉鎖されている。そのほか、南行緩行線ホームの北側にはトイレがあった。駅の南北端にある階段はどちらもセント・ニコラス・パークに通じており、昔ながらの外観をしている。
- 階段1つ、セント・ニコラス・アベニューと西135丁目の交差点西側、セント・ニコラス・パーク内（南行ホームのみ）[5]。
- 階段1つ、セント・ニコラス・アベニューと西135丁目の交差点北東（北行ホームのみ）[5]。
- 階段2つ、セント・ニコラス・アベニューと西135丁目の交差点南東（北行ホームのみ）[5]。
- 階段1つ、セント・ニコラス・アベニューと西137丁目の交差点西側、セント・ニコラス・パーク内（南行ホームのみ）[5]。
- 階段1つ、セント・ニコラス・アベニューと西137丁目の交差点南東（北行ホームのみ、出口のみ）[5]。